# Sergio Lapegüe
Sergio Horacio Lapegüe (6 de septiembre de 1964) es un periodista y conductor de radio y televisión argentino. Posee una amplia trayectoria en la televisión y es hijo del teniente coronel Roberto Orlando Lapegüe, quien se desempeñó durante la última dictadura cívico-militar argentina (1976-1983) como Ministro de Economía en la provincia de Tucumán, bajo las órdenes del general Antonio Bussi.

## Biografía
Es hijo del militar Roberto Orlando Lapegüe y de la ama de casa Elba Palermo.
A finales de los años 1980, fue mánager de la banda de Rockabilly Los Valiants, quienes editaron un disco, La chica de las ligas (1988).
Desde 1991 hasta 2024 trabajó en Artear, fue asistente de producción, jefe de producción, cronista. Productor y actualmente conductor en Todo Noticias desde el inicio de la señal en 1993, en el segmento de lunes a viernes junto a Roxy Vázquez, TN 6 a 10.
Desde 2007 al 2016 estuvo al frente del noticiero de Todo Noticias "TN Central" (de 21:00 a 22:00).
A mediados de 2015 creó la banda "LapeBand".El periodista se volvió a juntar con sus amigos de la vida con los que ya habían formado parte de una banda en 1980. Esta banda está conformada por Sergio y sus dos amigos de la vida Javier y Hernan. Más tarde se sumarían cuatro integrantes más que terminaría conformando la "LapeBand" y con la que asitirian a varios eventos.
En febrero de 2009, 2010, 2011, 2013, 2014, y 2016 reemplazó a Luis Otero durante sus vacaciones, en el Noticiero Trece (ex El noticiero de Santo) (a las 13:00 (UTC-3) El Trece).
En 2010 empezó a conducir un programa en TN llamado Prende y Apaga, junto a Juan Manuel "Rifle" Varela, donde además de dar noticias se realizaba un simpático juego para el que se habían instalado cámaras en lugares estratégicos de las ciudades más importantes del país, que filmaban los edificios, en el programa se mostraban esas imágenes en vivo, por la noche y allí Sergio aprovechaba para hacer un llamado general a las personas que se encontraban en los departamentos de los edificios que eran filmados para que enciendan y apaguen la luz eléctrica de los mismos, a lo cual generalmente varios respondían. Además recibe y lee en el momento todo tipo de mensajes a través de Twitter, muchas veces de las mismas personas que prenden y apagan la luz de su casa, por lo que Sergio suele conocer el nombre de pila de los que responden a su orden de prender y apagar luces. Este juego, que hasta puede parecer demasiado simple, resulta entretenido al público en general, además de requerir técnicas televisivas de cierta complejidad.  
El 1 de septiembre de 2011 presenta su libro Prende el optimismo con prólogo de Palito Ortega.
El 21 de septiembre de 2013, se estrenó su debut televisivo Sábado en casa con Maru Botana por Canal 13.
El 25 de marzo de 2019, debutó como conductor de Notitrece junto a Silvia Martínez Cassina, tras la salida de Luis Otero para dedicarse a la política.
El 16 de agosto de 2020, tuvo que ser aislado, debido al caso positivo de Covid-19 de su compañera de labores en Todo Noticias, Roxy Vázquez.
Luego se informó de que dio negativo al test, pero tuvo que permanecer en su hogar, al igual que el periodista Diego Poggi, con los que tuvo contacto.
El 5 de agosto de 2023, se estrenó el late night El galpón por la pantalla de El Trece. En noviembre de 2024 anunció su desvinculación de Artear tras más de tres décadas pasando a conducir el programa Lape Club Social en las mañanas de América TV a partir de marzo de 2025.

## Radio
- Durante 2008 y 2009, condujo el programa radial Te lo dice un amigo en Radio La Red, con la participación de Luis Victoriano San Martín (política), Amalia Granata (espectáculos), Guillermo Poggi (deportes) y Carlos Sayans (Internet y tecnología).
- Actualmente desde 2010, conduce el programa radial "Atardecer de un día agitado" de lunes a viernes de 17:00 a 20:00 en Radio La 100, con Mariela Fernández.

## Cine
Realizó tres participaciones en cine interpretando a un periodista. En 2001 apareció en el film Arregui, la noticia del día dirigida por María Victoria Menis, en 2009 apareció en la película El niño pez dirigida por Lucía Puenzo, y en 2014 apareció en Delirium de Carlos Kaimakamian Carrau.
Realizó varios comerciales como por ejemplo la publicidad televisiva "El verano te encuentra" de  Cerveza Quilmes, el producto lácteo Actimel, puso la voz en off en un comercial de Presto Pronta y en la actualidad es la cara del producto para mascotas Keiko y del Autoservicio Mayorista Diarco S.A.

## Premios
- FUND TV 2006 al mejor programa periodístico por TN Central.
- Martín Fierro de cable 2007 "Mejor Noticiero" TN Central.
- Martín Fierro de cable 2008 "Mejor Noticiero" TN de noche.
- Martín Fierro de cable 2008 "Mejor Labor-Conducción Masculina".

## Reconocimientos
- Ternado en el rubro "Mejor labor periodística" para los premios Martín Fierro de cable por su trabajo en Todo Noticias (2006).
- Ternado en el rubro "Labor/Conducción Masculina" en los premios Martín Fierro de cable por TN Central (2007).